# Monasteri della Bulgaria
I principali monasteri della Bulgaria sono:
- Il Monastero di Rila - Sito Patrimonio dell'umanità (UNESCO)
- Il Monastero di Drjanovo
- Il Monastero di Bačkovo
- Il Monastero di Trojan
- Il Monastero di Mugliš
- Il Monastero della Trasfigurazione a Veliko Tărnovo
- Il Monastero di Sokolsko
- Il Monastero di Rožen
- Il Monastero di Gorni Voden